# Sonepur
Sonepur é um cidade no distrito de Saran, no estado indiano de Bihar.

## Demografia
Segundo o censo de 2001, Sonepur tinha uma população de 33.389 habitantes. Os indivíduos do sexo masculino constituem 53% da população e os do sexo feminino 47%. Sonepur tem uma taxa de literacia de 60%, superior à média nacional de 59,5%: a literacia no sexo masculino é de 70% e no sexo feminino é de 48%. Em Sonepur, 16% da população está abaixo dos 6 anos de idade.